# 15 juillet
Pour les articles homonymes, voir Quinze-Juillet.
15 juin 15 août
Chronologies thématiques
- Croisades
- Ferroviaires
- Sports
- Disney
- Anarchisme
- Catholicisme

Abréviations / Voir aussi
- (° 1852) = né en 1852
- († 1885) = mort en 1885
- a.s. = calendrier julien
- n.s. = calendrier grégorien
- Calendrier
- Calendrier perpétuel
- Liste de calendriers
- Naissances du jour

Le 15 juillet est le 196e jour de l'année du calendrier grégorien, 197e lorsqu'elle est bissextile, il en reste ensuite 169.
Ses équivalents :
- était pour l'un le 15 (de) quintilis (ancien nom latin de juillet parce qu'alors cinquième mois de l'année pré-julienne), correspondant à la date des ides de cette lunaison des calendriers romains ;
- tombait pour l'autre généralement le 27 messidor du calendrier républicain / révolutionnaire français, officiellement dénommé jour de l'ail.

## Événements

### XIIesiècle
- 1174 : couronnement de Baudouin IV de Jérusalem.

### XIIIesiècle
- 1240 : bataille de la Neva pendant les guerres novgorodo-suédoises.

### XVesiècle
- 1410 : bataille de Grunwald opposant les troupes du roi de Pologne Ladislas II Jagellon et les Chevaliers teutoniques.

### XVIesiècle
- 1588 : signature de l'édit d'union.

### XIXesiècle
- 1801 : signature du Concordat entre la France et la Papauté (à l'époque, 26 messidor an IX).
- 1804 : l'empereur Napoléon préside à la première distribution de la Légion d'Honneur aux Invalides à Paris.
- 1815 : reddition de Napoléon Bonaparte à bord du HMS Bellerophon.
- 1823 : bataille de Sainte-Marguerite, pendant l'expédition d'Espagne.
- 1826 : création de la Troisième section de la Chancellerie Impériale, par Nicolas Ier de Russie.

### XXesiècle
- 1914 : création en France d'un impôt sur le revenu.
- 1918 : début de la seconde bataille de la Marne.
- 1922 : le Parti communiste japonais est établi.
- 1927 : révolte de Juillet à Vienne.
- 1971 : création de l'Armée rouge unifiée au Japon.
- 1983 : attentat à Orly.
- 1997 : élection de Slobodan Milošević à la présidence de la république fédérale de Yougoslavie[1].

### XXIesiècle
- 2012 : début de la bataille de Damas, pendant la guerre civile syrienne.
- 2014 : le Parlement européen élit Jean-Claude Juncker à la tête de la Commission européenne.
- 2016 : tentative de coup d'État en Turquie.
- 2020 : des élections législatives ont lieu de manière anticipée afin d'élire les 120 députés de la 10e législature de l'Assemblée de Macédoine du Nord pour un mandat de quatre ans[2]. La coalition formée autour de l'Union sociale-démocrate arrive en tête des suffrages[3].
- 2024 : 
  - Estonie, Kaja Kallas, Première ministre depuis 2021, démissionne en vue de sa nomination comme chef de la diplomatie européenne[4].
  - au Rwanda, Paul Kagame est réélu président de la république au premier tour avec plus de 99 % des voix[5].

## Arts, culture et religion
- 1533 : le prévôt des marchands Pierre Violle pose la première pierre de l'hôtel de ville de Paris, palais de style Renaissance dessiné par l'architecte Domenico Bernabei da Cortona surnommé Boccador du fait de sa barbe de blond.
- 1834 : abolition définitive de l'Inquisition espagnole.
- 1911 : Le monument à Alfred Sisley est inauguré[6] sous la présidence d'Étienne Dujardin-Beaumetz au Champ de Mars à Moret-sur-Loing[7].

## Sciences et techniques
- 1806 : début de l'expédition Pike.
- 1840 : Jean-Baptiste André Godin obtient un brevet de fabrication d'un poêle à charbon en fonte de fer.
- 1922 : l'Organisation nationale de météorologie française diffuse la première émission de radio d'un bulletin météorologique depuis un émetteur placé sur la tour Eiffel.
- 1944 : les botanistes britanniques H. A. Hyde et D. A. Williams créent le terme de palynologie.
- 1975 : lancement d'Apollo-Soyouz, mission spatiale conjointe entre l'Union soviétique et les États-Unis.
- 2013 : annonce de la découverte par le télescope Hubble du plus petit satellite de Neptune connu à ce jour S/2004 N 1 (numéroté Neptune XIV en 2018 puis baptisé Hippocampe en 2019).
- 2020 : le réseau social Twitter est utilisé pour une importante arnaque aux bitcoins.

## Économie et société
- 1888 : éruption du mont Bandai au Japon.
- 2003 : création de la Mozilla Foundation.
- 2006 : Twitter est lancé, devenant l'un des plus grands[réf. souhaitée] réseaux sociaux au monde.
- 2013 : remaniement ministériel dans le cabinet de Stephen Harper au Canada.
- 2014 :
  - inauguration de la Nouvelle banque de développement.
  - le déraillement d'un métro à Moscou fait au moins 23 morts et 160 blessés.
- 2018 : l'équipe de France de football remporte la vingt-et-unième édition de la Coupe du monde de football en Russie en battant la Croatie par 4 buts à 2 sous une pluie battante au moment de la remise du trophée.
- 2021 : les inondations en Europe, qui ont débuté la veille, (provoquées par des crues due à un niveau de précipitations record pour la saison), notamment en Allemagne et au Benelux, font plus de 200 morts et des centaines de disparus[8].

## Naissances

### XIIIesiècle
- 1273 : Ewostatewos, personnalité religieuse de l'église orthodoxe éthiopienne († 15 septembre 1352).

### XVesiècle
- 1490 : Francesco Maria Rondani, peintre parmesan († 1550).

### XVIIesiècle
- 1606 : Rembrandt (Rembrandt van Rijn dit), peintre flamand († 4 octobre 1669).

### XVIIIesiècle
- 1740 : Pierre Melchior d'Adhémar, militaire et administrateur français des XVIIIe et XIXe siècles († 2 septembre 1821).
- 1750 : François de Saxe-Cobourg-Saalfeld, père de Léopold Ier roi des Belges († 9 décembre 1806), ancêtre des Maisons royales de Belgique, de Grande-Bretagne, de Bulgarie.
- 1777 : Jean-Jacques Germain Pelet-Clozeau, général français de l’Empire († 20 décembre 1858).
- 1797 : Henri Boulay de La Meurthe, homme d'état français, vice-président de la IIe République, de 1849 à 1852 († 24 novembre 1858).

### XIXesiècle
- 1827 : Carl Ludwig Doleschall, naturaliste autrichien († 26 février 1859).
- 1833 : Christian Jank, peintre allemand († 25 novembre 1888).
- 1848 : Vilfredo Pareto, économiste italien († 19 août 1923).
- 1850 : Françoise-Xavière Cabrini, religieuse italienne († 22 décembre 1917).
- 1865 : Enrico Lionne, peintre et illustrateur italien († 6 juin 1921).
- 1867 : Jean-Baptiste Charcot, médecin et explorateur français († 16 septembre 1936).
- 1871 :
  - Henryk Arctowski, géologue, océanographe et météorologue polonais († 21 février 1958).
  - Kunikida Doppo (國木田 獨歩), écrivain japonais († 23 juin 1908).
  - Jane Vieu, compositrice française († 6 avril 1955).
- 1880 : 
  - Louise de Bettignies, agent secret française, sous le pseudonyme d’Alice Dubois († 27 septembre 1918).
  - Gonzague de Reynold, écrivain et historien suisse († 9 avril 1970).
- 1882 : Nora Ashe, enseignante irlandaise, nationaliste et militante de la langue irlandaise († 20 janvier 1970).
- 1883 : Louis Lavelle, philosophe français († 1er septembre 1951).
- 1900 : Georges Wodli, cheminot militant communiste, syndicaliste et résistant français († 1er avril 1943).

### XXesiècle
- 1905 : Dorothy Fields, librettiste et parolière américaine († 28 mars 1974).
- 1906 : Henryk Zygalski, mathématicien et cryptologue polonais († 30 août 1978).
- 1908 : Howard Vernon, acteur d’origine suisse-allemande († 25 juillet 1996).
- 1909 : Jean Hamburger, médecin, essayiste et académicien français († 1er février 1992).
- 1911 : Edward Shackleton, géographe et homme politique britannique († 22 septembre 1994).
- 1912 : Jean Prin-Clary, joueur de rugby à XV français († 9 mars 1997).
- 1913 :
  - Cowboy Copas (en), chanteur de country américain († 5 mars 1963).
  - Stefan Dembicki, footballeur français († 23 septembre 1985).
  - Jérôme Louis Rakotomalala, prélat malgache, cardinal-archevêque de Tananarive de 1960 à 1975 († 1er novembre 1975).
- 1918 :
  - Paddy Bassett, agronome néo-zélandaise († 20 juillet 2019).
  - Doris Lussier, humoriste et acteur québécois († 28 octobre 1993).
  - Brenda Milner, neuropsychologue québécoise (née anglaise).
- 1919 : Iris Murdoch, romancière et philosophe britannique († 8 février 1999).
- 1921 :
  - Henri Colpi, monteur, scénariste et réalisateur français († 14 janvier 2006).
  - Jean Heywood, actrice britannique († 14 septembre 2019).
- 1922 :
  - Henri Bangou, homme politique français.
  - Suzanne Citron, historienne et essayiste française († 22 janvier 2018).
  - Yves Pérotin, archiviste et historien français († 2 mars 1981).
- 1924 : 
  - Jeremiah Denton, vétéran de la guerre du Vietnam et homme politique américain († 28 mars 2014).
  - Makhmud Esambayev, danseur soviétique puis russe († 7 janvier 2000).
  - Claude Fiefel, résistant et français († 18 juin 2018).
- 1925 :
  - Philip Carey, acteur américain († 6 février 2009).
  - Donn Alan Pennebaker, cinéaste, écrivain et peintre américain († 1er août 2019).
- 1926 : Leopoldo Galtieri, ancien chef d'État argentin († 12 janvier 2003).
- 1929 : Alain Porthault, joueur de rugby à XV et athlète de sprint français († 25 novembre 2019).
- 1930 :
  - Jacques Derrida, philosophe français († 9 octobre 2004).
  - Richard Garneau, journaliste sportif et animateur québécois († 20 janvier 2013).
- 1931 :
  - Gillian Baverstock (en) (née Gillian Mary Pollock), auteure et intervenante britannique, essentiellement sur sa mère l'autrice pour la jeunesse Mrs. Enid Blyton dont elle était la fille aînée, et sur ses propres enfance et vie († 24 juin 2007).
  - Jacques-Yvan Morin, homme politique québécois.
- 1932 :
  - Willie Cobbs, chanteur-harmoniciste-guitariste de blues américain († 25 octobre 2021).
  - Ed Litzenberger, joueur de hockey sur glace canadien († 1er novembre 2010).
- 1933 : Julian Bream, guitariste anglais († 14 août 2020).
- 1935 :
  - Alex Karras, joueur de football américain et acteur américain († 10 octobre 2012).
  - Ken Kercheval, acteur américain († 21 avril 2019).
- 1936 :
  - Pierre Barret, journaliste, écrivain, historien et auteur de chansons français († 17 octobre 1988).
  - Larry Cohen, cinéaste américain († 23 mars 2019).
- 1939 :
  - Jonathan Brown, historien américain de l'art, spécialiste de l'Espagne († 18 janvier 2022).
  - Aníbal Cavaco Silva, homme politique portugais, président de la République portugaise de 2006 à 2016.
  - Calixte Duguay, auteur-compositeur et artiste multidisciplinaire canadien.
  - Patrick Wayne, acteur américain.
- 1940 : Denis Héroux, réalisateur et producteur québécois († 10 décembre 2015).
- 1942 : Vivian Malone Jones, militante américaine pour les droits civiques († 13 octobre 2005).
- 1944 : Millie Jackson, chanteuse américaine.
- 1945 : Jan-Michael Vincent, acteur américain († 10 février 2019).
- 1946 :
  - Hassanal Bolkiah (حسن البلقيه), sultan de Brunei depuis 1967.
  - Linda Ronstadt, chanteuse américaine.
- 1947 : Normand Gélinas, acteur québécois.
- 1948 :
  - Artimus Pyle, musicien américain du groupe Lynyrd Skynyrd.
  - Anne Sinclair, journaliste française.
- 1949 : 
  - Charles Tisseyre, journaliste et animateur de télévision québécois.
  - Richard Russo, écrivain américain.
- 1950 :
  - Denis Côté, accordéoniste québécois de musique traditionnelle.
  - Ivo Miro Jović, homme politique yougoslave puis bosnien.
- 1952 :
  - Yuriko Koike (小池百合子), femme politique japonaise, deux fois ministre, gouverneure de Tokyo et à ce titre co-organisatrice des J.O. de Tokyo de 2020 décalés à l'été 2021.
  - Daniel Mesguich, acteur, homme de théâtre et doubleur vocal français.
  - Terry O'Quinn, acteur américain.
  - Johnny Thunders, musicien américain, guitariste des groupes The New York Dolls et The Heartbreakers († 23 avril 1991).
- 1953 :
  - l'ancien père Jean-Bertrand Aristide, prêtre devenu homme politique haïtien, président en Haïti de 2001 à 2004.
  - Alicia Bridges, chanteuse américaine.
- 1954 : Marcel Leboeuf, acteur québécois.
- 1956 :
  - Ian Curtis, chanteur britannique du groupe Joy Division († 18 mai 1980).
  - Marky Ramone (Marc Bell dit), musicien américain des groupes The Voidoids et Ramones.
  - Joe Satriani, guitariste de rock américain.
- 1959 :
  - Vincent Lindon, acteur français.
  - Patrick Timsit, humoriste et acteur français.
- 1960 : Lizette Risgaard, syndicaliste danoise.
- 1961 :
  - Lolita Davidovich, actrice canadienne.
  - Jean-Christophe Grangé, écrivain français.
  - Forest Whitaker, acteur et cinéaste américain.
- 1962 : Michelle Ford, nageuse australienne, championne olympique.
- 1963 :
  - Brigitte Nielsen, actrice, chanteuse, mannequin et productrice de films danoise.
  - Steve Thomas, joueur de hockey sur glace canadien d’origine britannique.
- 1966 :
  - Irène Jacob, actrice française.
  - Kristoff St. John, acteur américain († 3 février 2019).
- 1967 : Maki Kusumoto (楠本・まき, Kusumoto Maki?), mangaka japonaise.
- 1968 : Shirley Robertson, navigatrice britannique, double championne olympique.
- 1969 : Stéphanie Lagarde, actrice française.
- 1970 : Chi Cheng, bassiste américain († 13 avril 2013).
- 1971 : Jim Rash, acteur américain.
- 1972 : 
  - Scott Foley, acteur, réalisateur et producteur américain.Diane Kruger lors de la 66e Mostra di Venezia

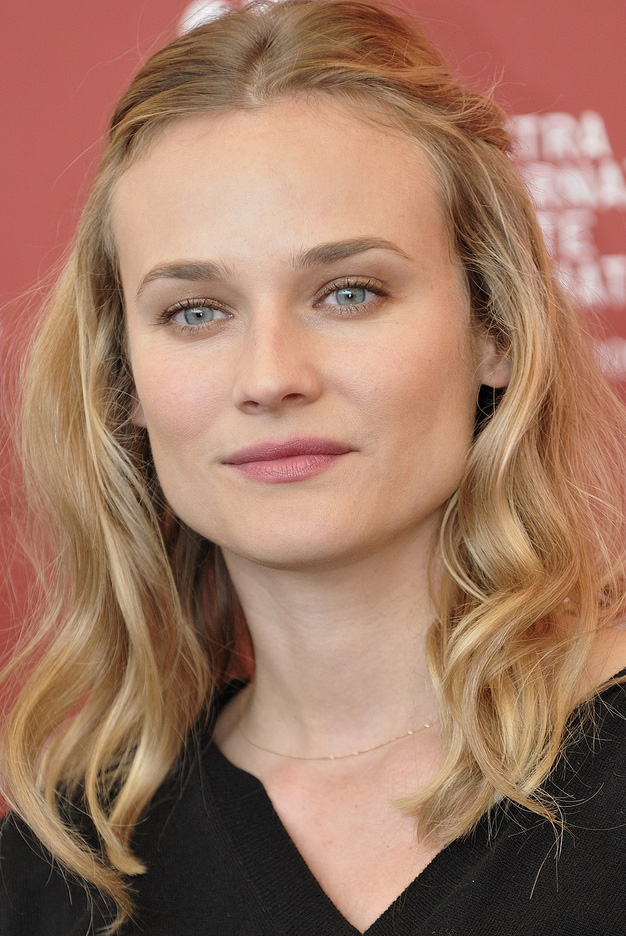
Diane Kruger lors de la 66e Mostra di Venezia

  - Lee Eun-kyung, archère sud-coréenne, championne olympique par équipe.
- 1973 : Brian Austin Green, acteur américain.
- 1975 : 
  - Nadine Bismuth, femme de lettres canadienne.
  - Kim Kyong-hun, taekwondoïste sud-coréen, champion olympique.
- 1976 :
  - Diane Kruger, actrice allemande.
  - Maxime Tremblay, acteur québécois.
- 1977 :
  - Lana Parrilla, actrice américaine.
  - Ray Toro, musicien américain, guitariste du groupe My Chemical Romance.
- 1978 :
  - Jean Sébastien Lavoie, chanteur.
  - Steve Thompson, joueur de rugby anglais.
- 1979 :
  - Ophélie Fontana, journaliste et présentatrice de télé belge.
  - Alexander Frei, footballeur suisse.
- 1980 :
  - Jonathan Cheechoo, joueur de hockey sur glace canadien.
  - Erika Sanz, actrice espagnole.
  - Yorick Treille, joueur de hockey sur glace français.
- 1981 :
  - Alou Diarra, footballeur puis consultant télé français.
  - Bibiche Kabamba, joueuse congolaise de handball.
  - Taylor Kinney, acteur américain.
- 1983 : Gauthier de Fauconval, comédien belge.
- 1984 : Sylwia Ejdys, athlète de demi-fond polonaise.
- 1985 :
  - Benjamin Dambielle, joueur de rugby français.
  - Graziano Pellè, footballeur italien.
  - Burak Yılmaz, footballeur turc.
- 1987 : Yūki Nagasato (大儀見 優季), footballeuse japonaise.
- 1988 :
  - Éloyse Lesueur, athlète de sauts française.
  - Kim Tillie, basketteur français.
  - Monica Wright, basketteuse américaine.
- 1989 : Alisa Kleybanova, joueuse de tennis russe.
- 1990 : Damian Lillard, basketteur américain.
- 1991 :
  - Yuki Kashiwagi (柏木由紀), chanteuse japonaise.
  - Danilo Luiz da Silva, footballeur brésilien.
- 1992 :
  - Tobias Harris, basketteur américain.
  - Koharu Kusumi (久住小春), chanteuse japonaise.
  - Wayde van Niekerk, athlète sud-africain.
  - Vald (Valentin Le Du dit), rappeur français.
- 1994 : Mason Dye, acteur américain.
- 2000 : 
  - Julio Peña Fernández, acteur et chanteur espagnol.
  - Paulinho, footballeur international brésilien

## Décès

### XIIIesiècle
- 1300 : Henri Fleming (Heinrich Fleming en allemand, Henryk Fleming en polonais), prélat prince-évêque polonais de Varmie de 1279 à sa mort (° v. 1230).

### XVIIesiècle
- 1614 : Brantôme, poète et écrivain français (° vers 1540).

### XVIIIesiècle
- 1738 : Baruch Leibov, commerçant juif qui périt sur le bûcher de Saint-Pétersbourg.
- 1758 : Ambrosius Stub, poète danois (° mai 1705).
- 1789 : Jacques Duphly, compositeur, organiste et claveciniste français (° 12 janvier 1715).
- 1796 : François de Pange, journaliste français (° 9 novembre 1764).

### XIXesiècle
- 1830 : Dominique-Joseph René Vandamme, général d'Empire français (° 5 novembre 1770).
- 1843 : 
  - Ludwig Markus, historien, orientaliste et germaniste français d'origine allemande (° 31 octobre 1798).
  - Robert Steuart, homme politique britannique (° 1806).
- 1876 : Juan Pablo Duarte, activiste politique et indépendantiste dominicain (° 26 janvier 1813).
- 1861 : Adam Jerzy Czartoryski, homme d'État et écrivain polonais, ministre des Affaires étrangères et président du Conseil des ministres de Russie de 1804 à 1806 (° 14 janvier 1770).
- 1882 : Jacques Dehaene, homme d'église et homme politique français (° 16 septembre 1809).
- 1883 : Charles Sherwood Stratton, artiste de cirque américain (° 4 janvier 1838).
- 1894 : Amanda Röntgen-Maier, violoniste et compositrice suédoise (° 20 février 1853).

### XXesiècle
- 1904 : Anton Tchekhov, homme de lettres russe (° 29 janvier 1860).
- 1907 : Eugène Poubelle, haut fonctionnaire français, préfet de la Seine et initiateur de la poubelle (° 15 avril 1831).
- 1919 : Hermann Emil Fischer, chimiste allemand, prix Nobel de chimie en 1902 (° 9 octobre 1852).
- 1924 : Jan Żyznowski, peintre et écrivain polonais (° 1889).
- 1927 : Constance Markievicz, femme politique irlandaise (° 4 février 1868).
- 1930 : Leopold Auer, violoniste, chef d’orchestre et compositeur hongrois (° 7 juin 1845).
- 1936 : Charles-Joseph-Henri Binet, prélat français (° 8 avril 1869).
- 1939 : Eugen Bleuler, psychiatre suisse (° 30 avril 1857).
- 1940 : Robert Wadlow, géant américain (2,72 m) (° 22 février 1918).
- 1943 : 
  - Alphonse Adam, résistant et fonctionnaire français fondateur du Front de la Jeunesse d'Alsace (FJA) (°9 décembre 1918).
  - Vittoria Nenni, militante antifasciste franco-italienne (° 31 octobre 1915).
- 1944 : Marie-Victorin, religieux, botaniste et écrivain québécois (° 3 avril 1885).
- 1947 : Walter Donaldson compositeur américain (° 15 février 1893).
- 1954 : Tomás Monje Gutiérrez, homme politique bolivien, président de la République de Bolivie de 1946 à 1947 (° 21 décembre 1884).
- 1957 :
  - George Cleveland, acteur canadien (° 17 septembre 1885).
  - Michel Roux-Spitz, architecte français (° 13 juin 1888).
- 1959 : Ernest Bloch, compositeur et chef d’orchestre américain d’origine suisse (° 24 juillet 1880).
- 1960 : Lawrence Tibbett, chanteur lyrique américain (° 16 novembre 1896).
- 1969 : Peter Van Eyck, acteur américain (° 16 juillet 1913).
- 1979 : Gustavo Díaz Ordaz, homme politique mexicain, président du Mexique de 1964 à 1970 (° 12 mars 1911).
- 1981 : Frédéric Dorion, homme politique et juge québécois (° 23 août 1898).
- 1982 : Bill Justis, saxophoniste, compositeur et arrangeur américain (° 14 octobre 1926).
- 1990 : Margaret Lockwood, actrice anglaise (° 15 septembre 1916).
- 1991 : Bert Convy (en), acteur, chanteur et animateur de télévision américain (° 23 juillet 1933).
- 1993 : David Brian, acteur américain (° 5 août 1914).
- 1995 : Robert Coffy, prélat français, cardinal-archevêque de Marseille de 1985 à 1995 (° 24 octobre 1920).
- 1997 : Gianni Versace, grand couturier italien (° 2 décembre 1946).
- 2000 : 
  - Juan Filloy, écrivain, arbitre de boxe, gérant d’un club de football et caricaturiste argentin (° 1er août 1894).
  - Louis Quilico, artiste lyrique canadien (° 14 janvier 1925).

### XXIesiècle
- 2003 :
  - Tex Schramm (en), gestionnaire de sport américain (° 2 juin 1920).
  - Elisabeth Welch, chanteuse et actrice américaine (° 27 février 1904).
- 2011 : Friedrich Wilhelm Schnitzler, chef d'entreprise et homme politique allemand (° 16 décembre 1928).
- 2012 :
  - Tsilla Chelton, actrice française (° 21 juin 1919).
  - Celeste Holm, actrice américaine (° 29 avril 1917).
- 2014 : Alice Coachman, athlète américaine (° 9 novembre 1923).
- 2015 : Jacques Thébault, acteur et doubleur vocal français (° 4 décembre 1924).
- 2017 :
  - Anne Buttimer, géographe irlandaise (° 31 octobre 1938).
  - Josef Hamerl, footballeur autrichien (° 22 janvier 1931).
  - Martin Landau, acteur américain (° 20 juin 1928).
  - Louise Merzeau, médiologue et photographe française (° 8 novembre 1963).
  - Babe Parilli (Vito Parilli dit), joueur américain de football américain (° 7 mai 1930).
- 2018 :
  - Ronny Fredrik Ansnes, fondeur norvégien (° 28 juin 1989).
  - Trevor Brewer, joueur de rugby à XV gallois (° 16 août 1930).
  - Dragutin Šurbek, pongiste croate (° 8 août 1946).
- 2023 :
  - Marie-Laure de Decker, photographe et journaliste française (° 2 août 1947).
  - Vítor Godinho, footballeur international portugais (° 27 octobre 1944).
- 2024 :
  - Jacques Boudet, acteur français (° 15 avril 1935).
  - Édith Lejet, compositrice française (° 19 juillet 1941).
  - Whitney Rydbeck, acteur américain (° 13 mars 1945).
  - Tomcraft, disc jockey et producteur allemand (° 12 juin 1975).
  - John Williams, comptable et homme politique canadien (° 31 décembre 1946).

## Célébrations

### Internationales
- Nations unies : journée mondiale des compétences des jeunes[9].
- Discordianisme : Confuflux, confusion 50 du calendrier discordien.

### Religieuse
Catholicisme : station dans le village de Yason et mémoire du martyr Cyr de Tarse ou Cyriaque, avec lectures de : I Cor. 9, 24-27 ; Mt. 17, 24 – 18, 10 ; dans le lectionnaire de Jérusalem.

### Saints des Églises chrétiennes

#### Saints des Églises catholiques et orthodoxes
Référencés ci-après in fine, :
- Aboudème (IVe siècle) -ou « Abudème »-, martyr sur l'île de Ténédos dans l'Hellespont lors de la persécution de l'empereur de Rome Dioclétien.
- Athanase de Naples († 872), évêque de Naples, chassé de son siège par son propre neveu.
- Aldric d'Autun († vers 870) -ou « Aubrin » ou « Albricus »-, natif et saint patron de Montbrison dans le Forez, chorévêque au diocès de Lyon (et 7 janvier voire 23 juin).
- Bishoy ou Pishoy ou Christophore, un des pères monastiques en Égypte (21 août pour un autre Christophe/-phoros).
- Catulin († vers 303), diacre -ou « Catulinus »-, avec Janvier, Florent, Julie et Justa, martyrs à Carthage en Afrique sous l'empereur à Rome Dioclétien.
- Donald d'Ogilvy (VIIIe siècle), ermite puis abbé à Ogilvy en Écosse, avec ses neuf filles.
- Eutrope, Zosime et Bonose (IIIe siècle), Martyrs près de Rome.
- Evette (IVe siècle), Ermite légendaire en Bretagne.
- Evrard (VIIIe siècle), Noble qui devint simple berger en Haute-Marne.
- Evronie († 420), religieuse dans la région de Toul.
- Félix de Thibiuca († 303), Évêque et martyr.
- Gombert (VIIIe siècle), évêque fondateur du monastère d'Ansbach.
- Jacques de Nisibe († 350), Évêque de Nisibe, en Mésopotamie.
- Joseph de Thessalonique († 832), Évêque.
- Philippe et dix enfants (IVe siècle), Martyrs à Alexandrie.
- Pléchelme († v. 717), Évêque en Frise.
- Regiswide (IXe siècle), Martyre à Lauffen en Allemagne.
- Vladimir Ier († 1015), prince de Kiev, égal aux apôtres.

#### Saints et bienheureux des Églises catholiques
référencés ci-après :
- André Nguyên Kim Thong Nam († 1855), Catéchiste vietnamien martyr.
- Anne-Marie Javouhey († 1851), bienheureuse religieuse, fondatrice de la congrégation des Sœurs de Saint-Joseph de Cluny (outre d'autres saintes Anne et/ou Marie).
- Ansuère et ses compagnons († 1066), Abbé et martyrs à Ratzebourg.
- Antoine Beszta-Borowski († 1943), bienheureux prêtre et martyr en Pologne.
- Bernard II de Bade († 1458), bienheureux laïc italien (autres saints Bernard les 20 août) etc.).
- Bonaventure de Bagnorea († 1274), né à Bagnoregio, évêque et cardinal, docteur de l'Église.
- Ceslas († 1242), bienheureux prêtre dominicain en Pologne.
- David de Suède († 1050), d'origine anglaise qui parcourut la Suède pour y prêcher l'Évangile (voir aussi le saint patron des Galles ou encore les 29 décembre).
- Ignace Azevedo et ses compagnons († 1570), bienheureux prêtre jésuite portugais martyr.
- Michel-Bernard Marchand († 1794), bienheureux prêtre français et martyr à Rochefort.
- Pierre Nguyên Ba Tuan († 1838), Prêtre martyr du Vietnam.
- Pompilio-Maria Pirotti († 1766), Religieux italien des Ecoles pies.
- Roland de Chézéry († 1200), Abbé.

#### Saints orthodoxes?
Outre les saints œcuméniques voire pré-schismatiques ci-avant, aux dates parfois "juliennes" / orientales ... 

### Prénoms du jour
Bonne fête aux Donald, Don, et leurs formes féminines : Don, Donalda, Donaldina, Donelda, Donella, Donnie et Donny (voire Donna).
Et aussi aux :
- Bonaventure (voir les Bienvenue les 30 octobre).
- Et aux Vladimir, et ses variantes ou diminutifs : Valdemar (?), Vlad, Volodia, Volodimir, Waldemar, Waldemir, Wlad, Wladimir, Wolodimir, etc.

## Traditions et superstitions

### Dictonvalable autourdu 15
« En mi-juillet, pluie et vent font mal au froment. »

### Astrologie
Signe du zodiaque : 24e jour du signe astrologique du cancer.

## Toponymie
Les noms de plusieurs voies, places, sites ou édifices de pays ou régions francophones contiennent cette date sous diverses graphies : voir Quinze-Juillet .